# Ryan Murray
Ryan James Murray, född 27 september 1993, är en kanadensisk professionell ishockeyspelare som för närvarande är Free agent. Han spelade senast för Edmonton Oilers i National Hockey League (NHL). Han draftades som andra spelare totalt av Columbus Blue Jackets vid NHL Entry Draft 2012. Murray vann Stanley Cup med Avalanche 2022.

## Spelarkarriär

### Junior
Murray draftades som nionde spelare totalt av Everett Silvertips vid WHL Bantam Draft 2008. Han blev senare lagkapten för laget under sin tredje säsong.

### Columbus Blue Jackets
Efter att ha draftats som andra spelare totalt i 2012 års NHL-draft skrev Murray på ett treårigt kontrakt med Columbus den 24 juli 2012. Han skadade dock axeln under en match med sitt WHL-lag, Everett Silvertips under en match i november samma år, vilket förhindrade honom från att komma till spel. Murrays NHL-debut kom i en match mot Calgary Flames den 4 oktober 2013. Han gjorde sitt första mål i NHL-karriären mot Toronto Maple Leafs Jonathan Bernier den 25 oktober 2013.
Den 11 februari 2016 skrev Murray på ett tvåårigt kontrakt med Columbus värt 5,65 miljoner dollar. Han fortsatte dock att vara skadedrabbad och har under sin NHL-karriär endast spelat en full säsong, 2015/16.

### New Jersey Devils
Den 8 oktober 2020 meddelades att Murray trejdats till New Jersey Devils, i utbyte mot ett draftval i femterundan i 2021 års NHL-draft.

### Colorado Avalanche
2 augusti 2021 blev Murray som free agent värvad av Colorado Avalanche på ett 1-årskontrakt. Han deltog i 37 matcher och noterades för fyra poäng säsongen 2021-22 för Avalanche med vilka han vann Stanley Cup med.

## Statistik

### Klubbkarriär
| 2008–09    | Everett Silvertips    | WHL        | —   | —  | —   | —   | —   | 5  | 0 | 1 | 1 | 2 |
| 2009–10    | Everett Silvertips    | WHL        | 52  | 5  | 22  | 27  | 31  | 7  | 2 | 5 | 7 | 2 |
| 2010–11    | Everett Silvertips    | WHL        | 70  | 6  | 40  | 46  | 45  | 4  | 1 | 2 | 3 | 4 |
| 2011–12    | Everett Silvertips    | WHL        | 46  | 9  | 22  | 31  | 31  | 4  | 3 | 2 | 5 | 0 |
| 2012–13    | Everett Silvertips    | WHL        | 23  | 2  | 15  | 17  | 14  | —  | — | — | — | — |
| 2013–14    | Columbus Blue Jackets | NHL        | 66  | 4  | 17  | 21  | 10  | 5  | 0 | 1 | 1 | 0 |
| 2014–15    | Columbus Blue Jackets | NHL        | 12  | 1  | 2   | 3   | 8   | —  | — | — | — | — |
| 2015–16    | Columbus Blue Jackets | NHL        | 82  | 4  | 21  | 25  | 40  | —  | — | — | — | — |
| 2016–17    | Columbus Blue Jackets | NHL        | 60  | 2  | 9   | 11  | 24  | —  | — | — | — | — |
| 2017–18    | Columbus Blue Jackets | NHL        | 44  | 1  | 11  | 12  | 8   | 6  | 0 | 1 | 1 | 2 |
| 2017–18    | Cleveland Monsters    | AHL        | 1   | 1  | 0   | 1   | 0   | —  | — | — | — | — |
| 2018–19    | Columbus Blue Jackets | NHL        | 56  | 1  | 28  | 29  | 10  | —  | — | — | — | — |
| 2019–20    | Columbus Blue Jackets | NHL        | 27  | 2  | 7   | 9   | 4   | 9  | 1 | 0 | 1 | 2 |
| 2020–21    | New Jersey Devils     | NHL        | 48  | 0  | 14  | 14  | 8   | —  | — | — | — | — |
| 2021–22    | Colorado Avalanche    | NHL        | 37  | 0  | 4   | 4   | 2   | –  | – | – | – | – |
| 2022–23    | Edmonton Oilers       | NHL        | 13  | 0  | 3   | 3   | 4   | —  | — | — | — | — |
| 2022–23    | Bakersfield Condors   | AHL        | 2   | 0  | 0   | 0   | 0   | —  | — | — | — | — |
| NHL totalt | NHL totalt            | NHL totalt | 445 | 15 | 116 | 131 | 118 | 20 | 1 | 2 | 3 | 4 |

### Internationellt
| År            | Lag                | Turnering     | Resultat      |    | Matcher | Mål | Assist | Poäng | Utv |
| ------------- | ------------------ | ------------- | ------------- | -- | ------- | --- | ------ | ----- | --- |
| 2010          | Canada West        | U17           | 8:a           | 5  | 0       | 1   | 1      | —     |     |
| 2010          | Kanada             | U18           | 7:a           | 6  | 0       | 0   | 0      | 2     |     |
| 2010          | Kanada             | IH18          | 1             | 5  | 0       | 2   | 2      | 2     |     |
| 2011          | Kanada             | U18           | 4:a           | 7  | 3       | 7   | 10     | 6     |     |
| 2012          | Kanada             | JVM           | 3             | 6  | 0       | 3   | 3      | 0     |     |
| 2012          | Kanada             | VM            | 5:a           | 6  | 0       | 0   | 0      | 0     |     |
| 2016          | Kanada             | VM            | 1             | 10 | 0       | 5   | 5      | 0     |     |
| 2016          | Team North America | WCH           | 5:a           | 3  | 0       | 0   | 0      | 0     |     |
| 2018          | Kanada             | VM            | 4:a           | 10 | 0       | 1   | 1      | 4     |     |
| Junior totalt | Junior totalt      | Junior totalt | Junior totalt | 29 | 3       | 13  | 16     | 10    |     |
| Senior totalt | Senior totalt      | Senior totalt | Senior totalt | 19 | 0       | 5   | 5      | 0     |     |

## Meriter och utmärkelser
| Merit                     | År              |                 |
| Internationellt           | Internationellt | Internationellt |
| ------------------------- | --------------- | --------------- |
| WJC18 First Team All-Star | 2011            |                 |
| NHL                       |                 |                 |
| Stanley Cup               | 2022            |                 |